# 이나바 마사모리 (에치젠노카미가)
이나바 마사모리(일본어: 稲葉正盛)는 아와 다테야마번 제3대 번주이다.
| 전임 이나바 마사타케 | 제3대 다테야마번 번주 (이나바가) 1812년 ~ 1819년 | 후임 이나바 마사미 |